# Cornettes de Bise
Les Cornettes de Bise sont une montagne située à la limite du département de la Haute-Savoie et du canton du Valais, dans le massif du Chablais et qui culminent à 2 431 ou 2 432 mètres d'altitude. Elles partagent cette altitude avec le mont de Grange et constituent les seconds plus hauts sommets du massif du Chablais derrière les Hauts-Forts. Elles marquent la frontière franco-suisse entre le val d'Abondance et le vallon de Tanay.

## Toponymie
Le nom « Cornette » ferait référence à sa morphologie proche d'une petite corne qui, en toponymie, correspond à une pointe rocheuse ou un terrain de forme allongée. Le terme « Bise » désigne quant à lui le vent du Nord qui souffle sur le bassin lémanique et décrirait ainsi la direction du Nord.

## Géographie

### Topographie

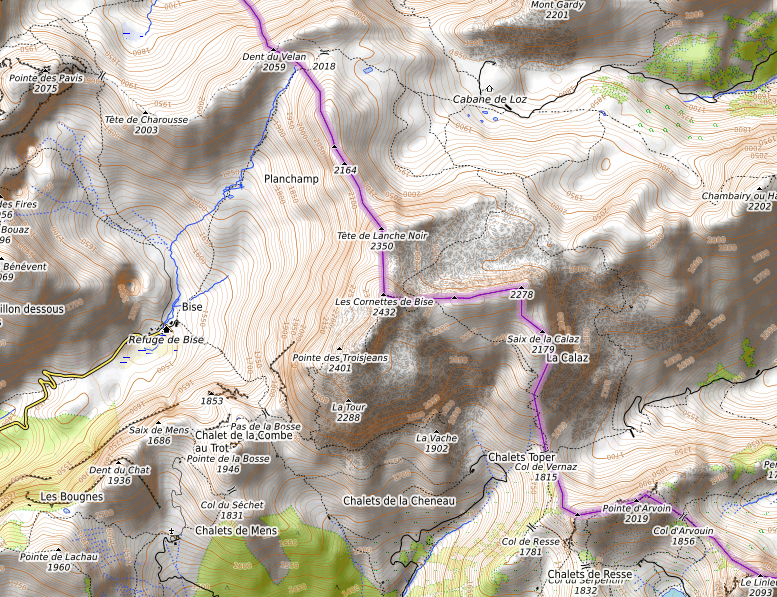
Carte topographique.

Le flanc occidental des Cornettes de Bise est constitué de deux séries de falaises surplombant le lac de Bise tandis que le flanc oriental constitue un vallon débouchant sur le lac de Tanay. Le sommet appartient des deux côtés de la frontière à des zones protégées. En France, elles font partie de la zone naturelle protégée des Cornettes de Bise qui est aussi un site naturel du réseau Natura 2000. Côté Suisse, les Cornettes de Bises sont inscrites à l'inventaire fédéral des paysages, sites et monuments naturels d'importance nationale dans le site du lac de Tanay.

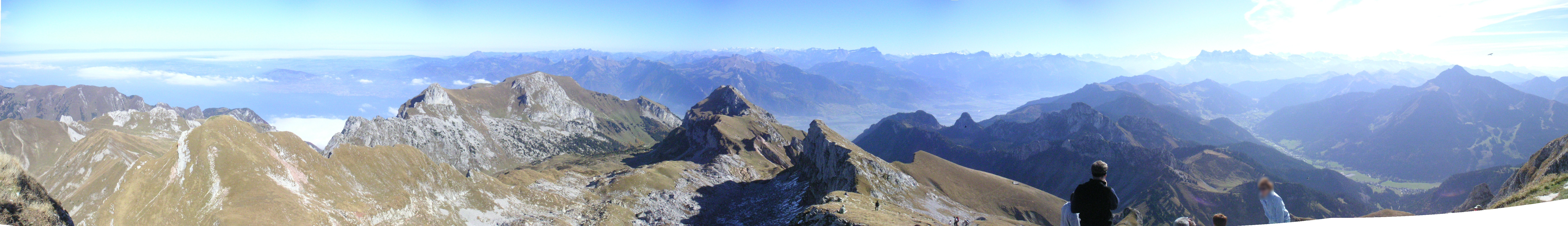
Panorama visible depuis le sommet des Cornettes de Bise, en se tournant du côté suisse : Léman, vallée du Rhône, Alpes bernoises et dents du Midi

### Géologie
Les Cornettes de Bise appartiennent à la nappe des Préalpes médianes plastiques. Elles constituent un synclinal perché, déversé vers le nord-ouest (synclinal des Cornettes) et dont la voûte est constituée des calcaires massifs de la formation du Moléson (Jurassique supérieur). Le synclinal étant asymétrique, car déversé, les flancs nord et sud présentent des morphologies différentes : les falaises du flanc nord décrivent une vue en coupe à travers le synclinal tandis que le flanc sud forme une pente structurale.

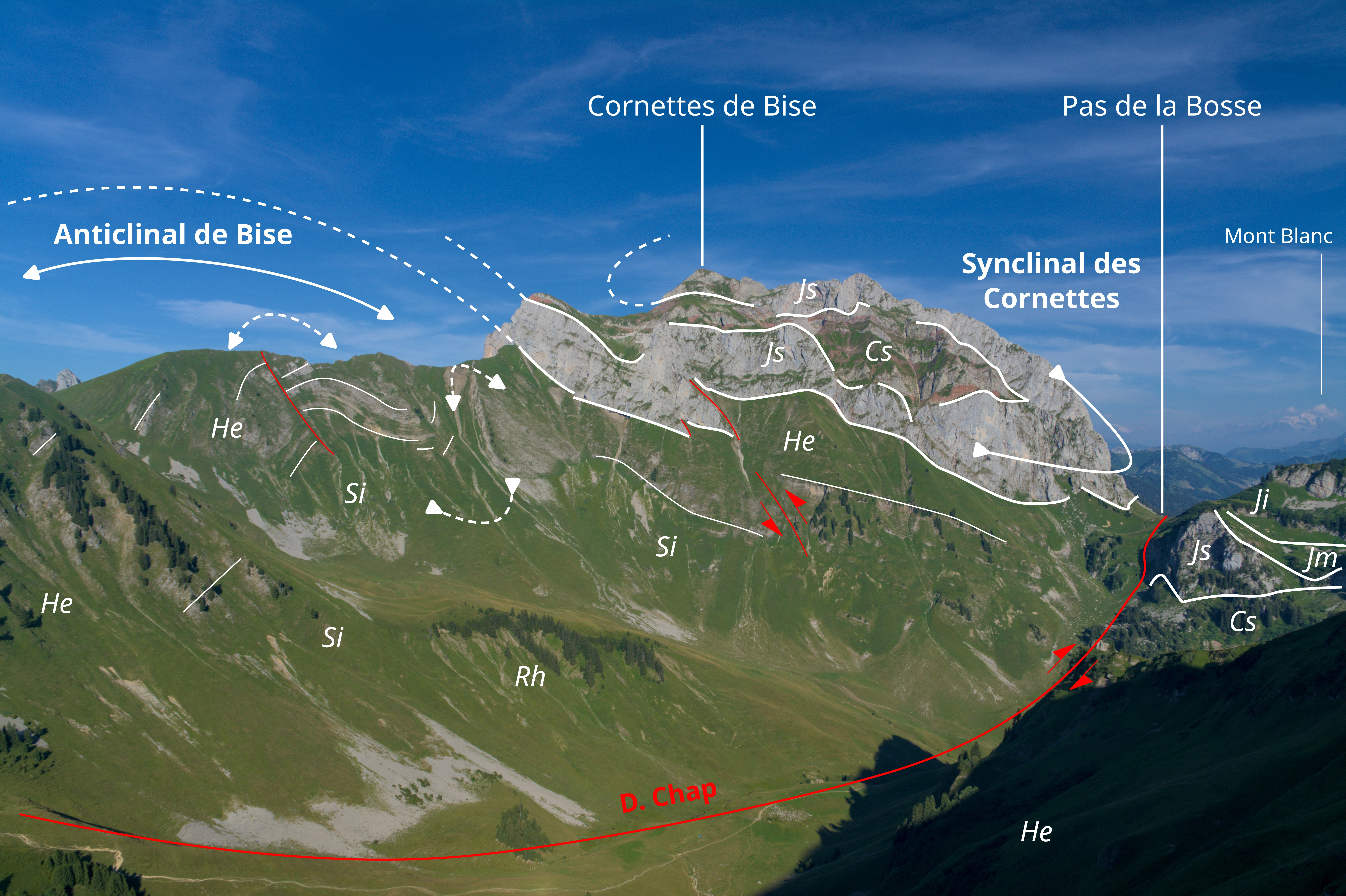
Vue depuis la pointe des Fires sur le synclinal déjeté et perché des Cornettes de Bise. Rh : Rhétien, Ji : Jurassique inférieur indifférencié, Si : Sinémurien, He : Hettangien, Jm : Jurassique moyen, Js : Jurassique supérieur, Cs : Crétacé supérieur à Éocène, D. Chap : décrochement dextre de la Chapelle d'Abondance.

L'absence de Jurassique moyen, que l'on retrouve jusqu'à la dent de Vélan et le Château d'Oche marque la transition vers la nappe des Préalpes médianes rigides au sud (mont Chauffé) où le Jurassique inférieur est aussi absent. Les Cornettes de Bise correspondent ainsi à la partie interne de la nappe, davantage soumise à des émersions. Elle définissait un bassin intermédiaire dénommé « bassin Heiti » qui était séparé du reste du domaine subbriançonnais par un haut-fond correspondant entre autres aujourd'hui à la dent d'Oche.
Le long du flanc nord, la falaise inférieure décrit le flanc normal du synclinal tandis que la falaise supérieure correspond au flanc renversé. Les alternances calcaires – marnes du Jurassique inférieur constituent le pied de la pente sous la falaise inférieure et dont on peut observer par endroits les petits bancs calcaires affleurer dans les pâturages. Les deux falaises correspondent à la formation du Moléson. Elles encadrent une vire herbeuse où se trouve la formation des Couches rouges (Crétacé supérieur - Éocène moyen) et qui constitue le cœur du synclinal. Le flanc sud se distingue par une plus grande monotonie car constitué par le flanc renversé du synclinal des Cornettes. Les falaises représentent la formation du Moléson. Situé immédiatement sous les falaises des Cornettes de Bise, le Jurassique moyen est uniquement présent sur ce flanc au travers des couches à Mytilus. Cette couche particulière du Dogger se retrouve ensuite plus au sud au mont Chauffé. Plus bas topographiquement, les pentes herbeuses descendant jusqu'au ruisseau de Chevennes correspondent aux terrains liasiques. Le lit du ruisseau de Chevennes définit plus ou moins la limite entre le Lias et le Trias qui forme le cœur de l'anticlinal de la Vernaz ou de Verne.
La structure plissée est bien visible sur le flanc sud-ouest. Ainsi, la voussure antiforme des calcaires massifs de la falaise supérieure montre que le plan axial du synclinal des Cornettes tend à se verticaliser en profondeur. Ce redressement du pli est bien marqué sur son extension occidentale où le flanc renversé correspond à ligne de crête longeant le vallon de Bise tandis que le cœur du synclinal constitue le fond du vallon de Bise et le flanc normal, le versant sud du mont de Chillon. Cet alignement est néanmoins décalé par le décrochement dextre de Bise d'orientation nord-ouest – sud-est et qui marque le col du Pas de la Bosse.
Le synclinal des Cornettes succède à l'anticlinal de la Vernaz au sud dont le cœur de Trias affleure au torrent de Chevennes. Il se poursuit à l'ouest par la pointe de Lachau où affleure le flysch de la nappe de la Dranse. La différence de morphologie et d'unité affleurante (val avec Trias et mont avec flysch du Crétacé supérieur, respectivement) montre que le compartiment à l'ouest du décrochement de Bise s'est abaissé par rapport au compartiment des Cornettes de Bise. Vers le nord, le synclinal des Cornettes cède la place à l'anticlinal de Chillon qui s'étend jusqu'à la dent de Vélan et le Saix de Bise. Le vallon au nord de Bise est par ailleurs construit autour du décrochement de Bise ce qui explique la présence des calcaires de la formation du Moléson au Saix de Bise tandis que le Lias affleure toujours au col de Bise.

## Histoire

### Mine de charbon
Les couches à Mytilus ont fait l'objet d'une exploitation ponctuelle de charbon dans la région. Aux Cornettes de Bise, l'exploitation a eu lieu sur le flanc sud, au-dessus des chalets Toper, au XIXe siècle. Le filon Toper a par ailleurs été le premier découvert en 1823 par le minéralogiste Claude François Delafaye. Il s'associe avec François Dessaix de Thonon pour obtenir la concession le 4 octobre 1825. Les analyses de Léon Moret démontrent que le charbon est de bonne qualité avec 81,47 % de carbone pour le gisement de Vacheresse et il est décrit par la suite comme « surpassant les meilleurs de France ». Son extraction aisée contribue à sa popularité et les débouchés ne manquent pas à l'époque : forges et fours de l'industrie en bordure du Léman et navigation à vapeur sur le lac. Un article de la Gazette piémontaise de 1829 défend même l'idée que « dix générations n'épuiseront pas cette mine, si elle est bien gérée dans le principe ». Cependant, faute de résultats satisfaisants, François Dessaix met en vente la concession la même année. Elle continue d'être exploitée jusqu'en 1850. Les difficultés d’acheminement en vallée et les risques d'avalanche en hiver, entre autres, mettent fin à cette activité dans la région.

### Croix sommitale
Une croix a été érigée au sommet le 15 août 1996 par le club de spéléologie de Vouvry. Elle porte une plaque dont l'inscription est « Cornettes de Bise Y=549636 X=131455 H=2432. ...On ne voit bien qu'avec le cœur. L'essentiel est invisible pour les yeux. Antoine de Saint-Exupéry. Croix bénie le 15/08/1996 ». Son socle en béton renferme par ailleurs des pièces de monnaie fournies par les participants de son installation.

## Ascension
Trois chemins permettent d'atteindre le sommet des Cornettes de Bise. Depuis le hameau de Bise, le chemin menant au pas de la Bosse permet ensuite d'emprunter un chemin à travers les vires herbeuses délimitées par les deux falaises. Il est possible d'emprunter ce chemin en montant depuis La Chapelle-d'Abondance ou bien de suivre le ruisseau de Chevennes pour atteindre le col de Vernaz puis longer la crête délimitant la frontière pour atteindre le sommet. Enfin il est possible d'y accéder depuis le lac Tanay, soit en remontant le vallon de Chaux de Milieu, ou bien en contournant le relief pour atteindre le col de Vernaz.